# Клеменс, Фердинанд
Фердинанд Клеменс (нем. Ferdinand Clemens; 1807, Йоханнесбург, Пруссия, — 6 июня 1861, Тильзит, Пруссия) — немецкий математик.

## Биография
Клеменс изучал математику в Кёнигсбергском университете. После обучения сначала был помощником учителя в школе герцога Альбрехта в Растенбурге, а затем — в 1833 году перешёл в королевскую провинциальную школу города Тильзита. С 1839 года он становится старшим учителем. Занимался изучением и разработкой метода малых квадратов. Фердинанд Клеменс скончался в возрасте 54 лет в Тильзите.

## Работы
- Über die Methode der kleinsten Quadrate. 1. Teil. Tilsit 1840
- Über die Methode der kleinsten Quadrate. 2. Teil. Tilsit 1848
- Die linearen Gleichungen. Tilsit 1855
- Grundriß der Naturlehre nach ihrem gegenwärtigen Zustande für die oberen Klassen der Gymnasien und anderer höherer Schulen, 1. Bd.: Physik der wägbaren Stoffe. Königsberg 1839